# Verbascum macilentum
Verbascum macilentum är en flenörtsväxtart som beskrevs av Adrien René Franchet. Verbascum macilentum ingår i släktet kungsljus, och familjen flenörtsväxter. Inga underarter finns listade i Catalogue of Life.